# Triftbach (Mangfall)
Der Triftbach ist ein künstlich angelegter Kanal im oberbayerischen Landkreis Rosenheim, der oberhalb von Bruckmühl am Wuhrhaus nach links von der Mangfall abgeht. Er nimmt sogleich den fast 9 km langen Feldkirchner Bach auf, der über die Hälfte des Einzugsgebietes beisteuert, und wird auf einem kurzen Stück bis vor Bruckmühl Alter Triftbach genannt. Insgesamt läuft der Triftbach fast 12 Kilometer lang in schwankendem Abstand von allermeist unter einem halben Kilometer neben der Mangfall nach Ostsüdosten und durchzieht dabei das Gebiet des Marktes Bruckmühl und der Stadt Bad Aibling. An deren Südrand fließt er dann kurz vor der Zumündung der Glonn wieder zurück in die Mangfall. 
Mit der Anlage des Triftbachs wurde die Anlieferung von getriftetem Holz für die holzverarbeitenden Industrien vereinfacht. Außerdem wird der Triftbach zur Gewinnung elektrischer Energie genutzt. 